# Миролюбівська сільська рада (Покровський район)
| Миролюбівська сільська рада — колишній орган місцевого самоврядування у Покровському районі Донецької області з адміністративним центром у с. Миролюбівка. Сільській раді підпорядковані населені пункти: - с. Миролюбівка - с. Єлизаветівка |

## Склад ради
Рада складалася з 14 депутатів та голови.

## Керівний склад сільської ради
| ПІБ                             | Основні відомості                                                         | Дата обрання | Дата звільнення |
| ------------------------------- | ------------------------------------------------------------------------- | ------------ | --------------- |
| Літовченко Світлана Анатоліївна | Сільський голова, 1965 року народження, освіта, позапартійна              | 26.03.2006   | 31.10.2010      |
| Літовченко Світлана Анатоліївна | Сільський голова, 1965 року народження, освіта вища, член Партії регіонів | 31.10.2010   |                 |

Примітка: таблиця складена за даними джерела